# 조시 더멜
조슈아 데이비드 "조시" 더멜(영어: Joshua David "Josh" Duhamel, 1972년 11월 14일 ~ )은 미국의 배우 및 패션 모델이다. 그는 1999년 ABC의 드라마 올 마이 칠드런으로 데뷔를 하였고, 후에 NBC의 텔레비전 시리즈 라스베가스의 보안 요원으로 출연을 하였다. 그 후 여러 영화에 출연하였고, 특히 트랜스포머, 트랜스포머: 패자의 역습, 트랜스포머 3에 연달아 미국의 대위/소령/중령으로 출연을 하여 이목을 끌었다. 그는 블랙 아이드 피스의 보컬 퍼기와 5년간의 교제 후 2009년 결혼하였으나 2017년에 이혼했다.

## 젊은 시절
그는 물리학 교사인 어머니 보니 L. 켐퍼와 광고 세일즈맨인 아버지 래리 데이비드 더멜의 아들로 노스다코타주, 마이놋에서 로마 가톨릭 집안에서 태어났다. 그의 고조할아버지는 프랑스계 캐나다인이다. 그의 부모님은 어릴때 이혼하였으며, 어머니와 아버지 둘다 가깝게 지냈지만 그와 그의 3명의 여동생은 어머니에게서 자라났다. 그는 마이놋 주립 대학교에 다녔으며, 대학 미식축구인 마이놋 스테이트 비버스 풋볼에서 쿼터백, 백업 포지션으로 활동했었다. 그는 치과대학원으로 진학하려고 했으나, 1.5의 낮은 학점으로 학사 학위 얻는 것을 포기하였다.

## 경력
그는 "대학 졸업 후 전 여자친구를 따라서 노스캘리포니아로 가서 이상한 일을 많이 했었다."라고 말했었다. 그는 26세의 건설 노동자로 일하다가 모델 회사에서 입사를 제안하여 입사를 하였고, 1997년 국제 모델링 앤 탤런트 협회가 주최한 콘테스트에서 이 해의 남자 모델상을 수상했다.
1998년 도나 서머의 노래, 〈I Will Go with You (Con te partirò)〉, 1999년 크리스티나 아길레라의 노래, 〈Genie in a Bottle〉 뮤직비디오에 엑스트라로 출연하였다. 그는 스콧 세디타 액팅 스튜디오의 스콧 세디타에게 연기를 지도받았다. 1998년에는 올 마이 칠드런에 출연하기 시작하였다. 2000년에는 "As I See It"이라는 전체 누드 화보를 찍었다. 2002년, 그는 데이타임 에미상에서 남우조연상, 레베카 부딕과 미국 최고의 커플상을 수상하였다. 2000년이 돼서야 그는 올 마이 칠드런을 하차하였다.
2003년, 그는 라스베가스에서 대니 매코이 역으로 출연하였고, 2008년 시즌 5까지 계속하여 출연하였다.
2004년, 그는 《내 생애 최고의 데이트》에서 처음으로 영화 주인공을 맡는다. 이어 2006년 영화 《투리스터스》도 주요 역할을 맡았다. 라스베가스의 에피소드 중 그가 이라크 전쟁에서 돌아오는 걸 본 스티븐 스필버그가 직접 뽑아 《트랜스포머》의 윌리엄 레녹스 역할을 맡게 된다. 마찬가지로 《트랜스포머: 패자의 역습 (2009), 《트랜스포머 3 (2011)》까지 계속하여 동일한 역할로 출연한다.
그는 2009년 《인디애나폴리스 500》에서 선도차 (2010 쉐보레 카마로)를 운전하였다.
2010년, 그는 《로맨틱스》, 《로마에서 생긴 일》에 출연하였다.

## 사생활
그는 2004년 9월부터 퍼기와 교제하기 시작하여, 2009년 1월 10일 캘리포니아주 말리부의 교회에서 결혼식을 울렸고, 2010년 1월 10일 샌타바버라의 해변에서 결혼 서약을 다시하였다. 더멜과 퍼기는 2007년 브렌트우드에 집을 샀다. 더멜은 가톨릭 교도로, 매주 일요일에 퍼기와 함께 미사에 다니고 있다. 2013년 8월 29일에는 "엑슬 잭 더 하멜"(Axl Jack Duhamel)라는 이름의 첫 아이이자, 아들을 출산하였다.
2005년, 그는 마이놋에 위치한 레스토랑 10 North Main의 공동 창업자가 되었다. 그는 미네소타 트윈스의 팬이기도 하다.

## 출연 작품

### 영화
| 연도 | 제목                          | 역할                  | 비고       |
| ---- | ----------------------------- | --------------------- | ---------- |
| 2004 | 도리언 그레이의 초상          | 도리언 그레이         | 영화 데뷔  |
| 2004 | 내 생애 최고의 데이트         | 태드 해밀턴           |            |
| 2006 | 투리스터스                    | 알렉스                |            |
| 2007 | 트랜스포머                    | 윌리엄 레녹스         |            |
| 2009 | 트랜스포머: 패자의 역습       | 윌리엄 레녹스         |            |
| 2010 | 로맨틱스                      | 톰                    |            |
| 2010 | 로마에서 생긴 일              | 닉 비먼               |            |
| 2010 | 라모너 앤 비저스              | 호바트                |            |
| 2010 | 커플로 살아남기               | 에릭 메서             |            |
| 2011 | 트랜스포머 3                  | 윌리엄 레녹스         |            |
| 2011 | 뉴욕의 연인들                 | 샘 리커               |            |
| 2012 | 파이어 위드 파이어            | 제러미 콜먼           |            |
| 2017 | 트랜스포머: 최후의 기사       | 윌리엄 레녹스         |            |
| 2021 | 배트맨: 더 롱 할로윈, 파트 투 | 투-페이스 / 하비 덴트 | 애니메이션 |
| 2022 | 샷건 웨딩                     | 톰                    |            |

### 텔레비전
| 연도        | 제목                     | 역할        | 비고 |
| ----------- | ------------------------ | ----------- | --- |
| 1999 - 2002 | 올 마이 칠드런           | Leo du Pres | |
| 2002        | 에드                     | 리처드 리드 | 시즌2 제19화 "The Shot" |
| 2003 - 2008 | 라스베가스               | 대니 매코이 | 주인공 |
| 2004 - 2007 | 크로싱 조던              | 대니 매코이 | 시즌4 제7화 "What Happens in Vegas Dies in Boston" 시즌5 제2화 "Luck Be a Lady" 시즌6 제4화 "Crazy Little Thing Called Love"               |
| 2008        | 리플레이스먼트           | 본인        | 시즌3 제11화 "Hollywoodn't" (목소리 출연) 시즌3 제15화 "Canadian Fakin'" 시즌3 제22화 "Dick Daring's All-Star Holiday Stunt Spectacular V" |
| 2009 - 현재 | 팬보이 & 첨첨            | 오즈        | 목소리 출연 |
| 2012        | 제이크와 네버랜드 해적들 | 캡틴 플린   | 목소리 출연 |